# Rites of Passage (Roger Hodgson)
Rites of Passage è un album dal vivo da solista del musicista britannico Roger Hodgson, pubblicato nel 1997.

## Tracce
1. Every Trick in the Book – 5:54 (Roger Hodgson)
2. In Jeopardy – 5:13 (R. Hodgson)
3. Showdown – 4:45 (R. Hodgson)
4. Don't You Want to Get High – 4:07 (R. Hodgson)
5. Take the Long Way Home – 4:28 (R. Hodgson, Rick Davies)
6. Red Lake – 5:14 (R. Hodgson)
7. Melancholic – 4:31 (Andrew Hodgson)
8. Time Waits for No One – 9:07 (R. Hodgson)
9. No Colours – 4:24 (Mikail Graham)
10. The Logical Song – 3:47 (R. Hodgson, R. Davies)
11. Smelly Feat – 6:02 (M. Graham)
12. Give a Little Bit – 4:17 (R. Hodgson, R. Davies)